# 알로이스 히틀러 유니오어
알로이스 히틀러 유니오어(독일어: Alois Hitler junior, 출생명 알로이스 마첼베르거(독일어: Alois Matzelsberger), 1945년 이후 알로이스 힐러(독일어: Alois Hiller), 1882년 1월 13일 ~ 1956년 5월 20일)는 아돌프 히틀러의 이복형이자 윌리엄 패트릭 스튜어트휴스턴과 하인츠 히틀러의 아버지이다.

## 생애
알로이스 히틀러 유니오어는 알로이스 히틀러와 그의 두 번째 아내 프란치스카 마첼베르거의 사생아로 태어났다. 초명은 알로이스 마첼베르거였으나 그의 이름은 1883년 알로이스의 부모님의 결혼에 의해 성씨가 바꿔졌다. 그의 여동생 앙겔라는 같은 해에 태어났다. 그 후, 어머니는 결핵을 앓았고 10일에 세상을 떠났다. 1884년 8월 그 후 알로이스와 그의 여동생은 아버지와 세 번째 아내 클라라 히틀러와 함께 자랐다. 알로이스는 아버지가 사망하기 전에 집을 떠났다. 알로이스는 그의 이복동생 아돌프와 잘 어울리지 않는 것으로 보였다. 그는 나중에 아돌프의 친모인 클라라에게 항상 특혜를 받았다고 알려졌다.
아버지는 알로이스에게 기술적 재능이 있는 것을 보고 그를 적절한 학교에 보내고 기술자가 되기를 바랐다. 클라라의 개입으로 이러한 희망은 갑자기 사라진 것처럼 보이지만, 아버지는 아들의 교육에 더 많은 돈을 투자하기를 꺼려했다. 대신, 알로이스는 가르침을 더 많이 받았다.
알로이스 히틀러는 18살 쯤에 가출하였고, 1900년에 그는 절도죄로 5개월의 징역형을 선고 받았다. 1902년에 그는 또 다른 8개월 동안 감옥에 있었다. 그는 또한 1905년 징역형을 받은 후 런던으로 이주하여 1909년 아일랜드인 브리짓 다울링과 결혼했다. 그녀의 아들 윌리엄 패트릭은 1911년 리버풀에서 태어났다. 그 후 4년은 가족간의 긴장감으로 특징지어졌다. 알로이스는 술꾼이었고, 그의 아내와 어린 아이는 알로이스에게 매번 구타를 당했다. 1915년, 알로이스는 가족을 떠나 오스트리아로 돌아왔다.
알로이스는 오스트리아의 소도시에서 호텔을 개업했지만 성공하지 못했다. 이후 면도기 사업에 뛰어들었으며, 이 무렵 그의 아내와 아들이 독일에 도착했다. 그는 1916년 헤트비히 하이데만이라는 여성과 결혼하고 1920년에 하인츠 히틀러라는 아들을 얻는다. 하지만 그의 요령은 독일 당국에 의해 취해져 있었고, 1923년부터 8개월 동안 수감되어 있었으며 8개월의 징역형을 받았다.
1934년, 알로이스는 베를린에서 한 술집을 개업했다. 제2차 세계 대전 당시에 알로이스는 여전히 술집 운영을 하고 있었다. 종전 이후 그는 영국군에 의해 체포되었으나 히틀러의 역할에 관여하지 않았다는 것이 밝혀지면서 너무나 빨리 석방되었다. 그 후 알로이스 히틀러는 히틀러란 성을 "힐러"로 바꾸고 함부르크에 거주하다가 1956년 5월 20일 74세의 나이로 사망하였고, 함부르크에 매장되었다.

### 참고 문헌
- Fest, Joachim C. (1973). 《Hitler》. Verlag Ullstein. ISBN 0-15-141650-8.
- Maser, Werner (1973). 《Hitler: Legend, Myth and Reality》. Penguin Books Ltd. ISBN 0-06-012831-3.
- Vermeeren, Marc (2007). 《De jeugd van Adolf Hitler 1889–1907 en zijn familie en voorouders》 (네덜란드어). Soesterberg: Uitgeverij Aspekt. 420 blz쪽. ISBN 978-90-5911-606-1.